# Hal Barwood
Hal Barwood és un guionista, productor de cinema, director de cinema, dissenyador de videojocs, productor de videojocs i novel·lista.

## Primers anys
Nascut a Hanover (Nova Hampshire), el seu pare va dirigir una sala de cinema local a la ciutat, sent aquesta una de les seves inspiracions per involucrar-se en la indústria cinematogràfica. Quan Barwood era a l'institut, va veure El setè segell d'Ingmar Bergman, una altra inspiració per convertir-se en cineasta. va estudiar art a la Universitat Brown, Rhode Island; i més tard va assistir a la Universitat del Sud de Califòrnia School of Cinema-Television, on va conèixer i es va fer amic amb George Lucas. Juntament amb altres estudiants de cinema com Walter Murch, John Milius i Howard Kazanjian, el grup, conegut com a The Dirty Dozen, va anar a graus d'èxit a la indústria cinematogràfica.

## Carrera

### Treball de cinema

#### Dècada de 1970
L'any 1970, Barwood va dirigir, va escriure i va produir el curtmetratge The Great Walled City of Xan. El seu primer treball cinematogràfic va ser quan va treballar com a animador al primer llargmetratge de George Lucas, la pel·lícula de ciència-ficció social THX 1138 protagonitzada per Donald Pleasence i Robert Duvall. THX 1138 es va estrenar el 1971, però va rebre crítiques diverses de la crítica i es va convertir en una bomba de taquilla, tot i que després de Star Wars de Lucas, llançada el 1977, es va convertir en un clàssic de culte. No obstant això, va saltar a la fama quan ell i Matthew Robbins van ser contractats per reescriure el guió del primer llargmetratge de Steven Spielberg, el drama criminal Boja evasió protagonitzada per Goldie Hawn, basada en un incident de la vida real sobre una parella casada que és perseguida per la policia quan intenta recuperar la custòdia del seu nadó. Boja evasió es va estrenar l'any 1974, però va sortir malament a la taquilla (ja que va rebre un llançament limitat), tot i que va guanyar el premi al Millor guió al 27è Festival Internacional de Cinema de Canes. Més tard, ell i Robbins van escriure la comèdia esports de John Badham The Bingo Long Traveling All-Stars & Motor Kings, que es va estrenar el 1976 i va rebre crítiques diverses i bones i una nominació per a l'American Film Institute de 2008 AFI's 10 Top 10 a la categoria de pel·lícules esportives.
Després d’Express, Robbins i Barwood van escriure la pel·lícula bèl·lica biogràfica de Joseph Sargent MacArthur, protagonitzada per Gregory Peck i basat en la vida del general Douglas MacArthur. La pel·lícula es va estrenar el 1977 amb crítiques diverses. El següent treball de la parella de guionistes amb Spielberg va ser escriure amb Spielberg el guió de la pel·lícula de ciència-ficció Encontres a la tercera fase després que la reescriptura de David Giler no va convèncer Spielberg. La principal contribució de Barwood i Robbins al guió va ser suggerir un nen segrestat com a dispositiu argumental de la història. Els dos, sota les ordres de Spielberg, van realitzar una reescriptura convincent que va impressionar Spielberg. Tanmateix, malgrat la seva contribució, ni Barwood ni Robbins van ser acreditats públicament pel seu treball a la pel·lícula, tot i que van obtenir un percentatge i un cameo a la pel·lícula com a dos pilots de la Segona Guerra Mundial. Encontres a la tercera fase es va estrenar el 1977 i es va convertir en un èxit crític i financer, i finalment va recaptar més de 337 milions de dòlars a tot el món. L'any següent, 1978, Robbins i Barwood van escriure la comèdia d'aventures Corvette Summer, protagonitzada per Mark Hamill. La pel·lícula es va estrenar aquell any i va rebre bones crítiques. A la dècada de 1970, també va coescriure un guió sense produir amb Robbins anomenat Star Dancing, pel qual Ralph McQuarrie va ser contractat per fer una sèrie de pintures conceptuals.

#### Dècada del 1980
Després d'Encontres, Barwood i Robbins n col·laborar de nou per a la pel·lícula fantàstica Dragonslayer, protagonitzada per Peter MacNicol, que Barwood va coescriure i produir. Dragonslayer es va estrenar el 1981 i va rebre bones crítiques i, malgrat el seu rendiment mediocre a taquilla, s'ha convertit en un clàssic de culte.
Un temps després, Barwood va fer el seu debut com a director de llargmetratges teatrals amb la pel·lícula de ciència-ficció-terror Alerta: Virus mortal, protagonitzada per Sam Waterston. La pel·lícula es va estrenar el 1985 i va rebre crítiques negatives tot i que el seu rendiment a taquilla no va ser tan dolent.

### Treball de videojocs
Mentre treballava a Dragonslayer, Barwood es va adonar que volia fer videojocss per perseguir la seva segona passió infantil. Abans de convertir-se en dissenyador de videojocs professional, Barwood havia creat dos videojocs per a l'Apple II (que va escriure i dissenyar), titulats Binary Gauge i Space Snatchers. El primer el va autopublicar mentre que l'altre no es va publicar mai.

#### Treball a LucasArts (1990-2003, 2011)
Va ser contractat com a guionista, productor i director per a LucasArts. Després de l'èxit de Indiana Jones and the Last Crusade: The Graphic Adventure, LucasArts va voler inicialment que fes una adaptació de videojoc d'Indiana Jones and the Monkey King, un guió sense produir escrit per Chris Columbus durant el desenvolupament inicial de la tercera pel·lícula, però Barwood va considerar la idea "deficient", així que va convèncer el personal perquè fes una història original. Juntament amb Noah Falstein, Barwood i el personal de LucasArts el 1992 van acabar creant el joc d'aventures Indiana Jones and the Fate of Atlantis, que va ser un èxit. Al joc, Indiana Jones juntament amb la seva companya Sophia Hapgood viatja per tot el món per trobar la llegendària ciutat perduda d'Atlantis abans que el nazis poguin trobar-la.
A causa de l'èxit de recepció de Fate of Atlantis, Barwood juntament amb Joe Pinney, Bill Stoneham i Aric Wilmunder van concebre una seqüela de Fate titulada Indiana Jones and the Iron Phoenix, en què després de la Segona Guerra Mundial, Indiana Jones hauria de vèncer el Neonazis per tal d'evitar la resurrecció d'Adolf Hitler a Bolívia amb la Pedra Filosofal. No obstant això, el títol va ser cancel·lat després que LucasArts es va adonar que la manera com la història tractava el neonazisme afectaria les vendes del joc a Alemanya, que era un important mercat estranger per als jocs d'aventura en aquell moment. Encara amb ganes de fer una aventura gràfica més d'Indiana Jones, Wilmunder volia fer-ne una amb el títol Indiana Jones and the Spear of Destiny, però també es va abandonar. Malgrat això, tant les històries d'Iron Phoenix com la Spear of Destiny van ser posteriorment adaptades en còmics de quatre parts per Dark Horse Comics.
El 1995, Barwood va treballar a Big Sky Trooper i va dirigir les seqüències d'acció en directe de Star Wars: Rebel Assault II: The Hidden Empire, ambdues llançades el mateix any i rebent crítiques mixtes. Més tard va anar a treballar en jocs d'escriptori, Indiana Jones and His Desktop Adventures i Star Wars: Yoda Stories, llançats el 1996 i el 1997 respectivament. Ambdós jocs van ser un èxit. Després de Yoda Stories, Barwood va tornar per fer un altre joc Indiana Jones. La seva idea original era utilitzar l'incident OVNI de Roswell com a dispositiu argumental de la història, però George Lucas li va impedir fer-ho, així que va optar per fer una història nova. El joc es va convertir en Indiana Jones and the Infernal Machine, en què Indiana Jones, juntament amb Sophia Hapgood, volen trobar la Màquina Infernal, una font d'energia mitològica Babilònia, abans que ho fessin els soviètics. Infernal Machine, com que va ser el primer videojoc de la sèrie 3D, va ser llançat el 1999 i es va convertir en un èxit com Fate of Atlantis. Aquell mateix any, a l'agost, la revista PC Gamer va designar a Barwood com un dels 25 millors dissenyadors de jocs dels Estats Units.
Després del llançament dInfernal Machine, Barwood va treballar a RTX Red Rock i va revisar la història dIndiana Jones and the Emperor's Tomb, una altra videojoc d' Indiana Jones; implica que Indiana Jones busca la tomba de l'emperador xinès Qin Shi Huang abans que la puguin trobar els nazis i una tríada xinesa. Tant Red Rock com Emperor's Tomb es van publicar el 2003, el primer amb crítiques negatives i el segon amb elogis de la crítica. Després del llançament de Emperor's Tomb, Barwood es va retirar de fer videojocs per a LucasArts, encara que vuit anys més tard, va tornar breument el 2011 per treballar en cooperació amb Zynga al videojoc en línia de Facebook Indiana Jones Adventure World, que es va suspendre el 2012.

#### Creació de Finite Arts i jocs posteriors (2003-2009)
Després de la seva sortida de LucasArts el 2003, Barwood va fundar la seva pròpia empresa de videojocs anomenada Finite Arts. Els seus primers projectes van ser els jocs de PC Phlinx to go i Zengems, llançats el 2005 i el 2007. Tots dos van tenir una bona acollida.
El 2008-2009, Barwood va ser el dissenyador principal de Mata Hari, un joc d'aventures d'acció espia de la Primera Guerra Mundial desenvolupat per l'estudi alemany Cranberry Production. Va rebre crítiques positives. També, el 2009, Barwood va escriure Mobster 2: Vendetta, la segona entrega de la franquícia de videojocs Mobsters que es va estrenar el mateix any.

### Projectes futurs
El 3 d'abril de 2017, durant una entrevista amb Arcade Attack, Barwood va declarar que, tot i que li agradava molt treballar en videojocs Indiana Jones, no tenia cap desig de fer cap nou joc. No obstant això, va afirmar que havia acabat la seva quarta novel·la i que actualment està escrivint la seva cinquena, titulada Happenstance.

## Vida personal
Barwood està casat amb la seva estimada de la infància Barbara Ward, que treballa com a mestra. Viuen a Califòrnia.

## Filmografia
| Any  | Títol                                            | Director | Guionista | Productor | Notes                |
| ---- | ------------------------------------------------ | -------- | --------- | --------- | -------------------- |
| 1970 | The Great Walled City of Xan                     | Sí       | Sí        | Sí        | Curtmetratge         |
| 1974 | Boja evasió                                      |          | Sí        |           |                      |
| 1976 | The Bingo Long Traveling All-Stars & Motor Kings |          | Sí        |           |                      |
| 1977 | MacArthur                                        |          | Sí        |           |                      |
| 1978 | Corvette Summer                                  |          | Sí        | Sí        |                      |
| 1981 | Dragonslayer                                     |          | Sí        | Sí        |                      |
| 1985 | Alerta: Virus mortal                             | Sí       | Sí        | Sí        | Debut com a director |

| Any  | Títol                       | Paper                                                   |
| ---- | --------------------------- | ------------------------------------------------------- |
| 1971 | THX 1138                    | Títols / animador                                       |
| 1975 | Tauró                       | Guionista no acreditat                                  |
| 1977 | Encontres a la tercera fase | Guionista no acreditat / Cameo as "Returnee #2 Flt. 19" |

## Videojocs
| Any  | Títol                                                   | Director / Projecte líder | Guionista | Dissenyador | Notes           |
| ---- | ------------------------------------------------------- | ------------------------- | --------- | ----------- | --------------- |
| 1992 | Indiana Jones and the Fate of Atlantis                  | Sí                        | història  |             |                 |
| 1992 | Indiana Jones and The Fate of Atlantis: The Action Game |                           | història  |             |                 |
| 1995 | Star Wars: Rebel Assault II: The Hidden Empire          | Sí                        |           |             |                 |
| 1995 | Big Sky Trooper                                         | Sí                        | història  |             | També productor |
| 1996 | Indiana Jones and His Desktop Adventures                | Sí                        | història  | Sí          |                 |
| 1997 | Star Wars: Yoda Stories                                 | Sí                        | història  | Sí          |                 |
| 1999 | Indiana Jones and the Infernal Machine                  | Sí                        | Sí        | Sí          |                 |
| 2003 | RTX Red Rock                                            | Sí                        | Sí        | Sí          |                 |
| 2007 | ZenGems                                                 |                           |           | Sí          |                 |
| 2008 | Mata Hari                                               |                           | història  | Sí          |                 |